# Io sono la fine del mondo
Io sono la fine del mondo  è un film del 2025 co-sceneggiato, diretto e co-montato da Gennaro Nunziante.

## Trama
A Roma, Angelo, un autista di NCC specializzato nel portare a casa adolescenti ubriachi, viene contattato dalla sorella Anna, che vive a Palermo, la quale gli chiede di occuparsi dei loro genitori anziani, Franco e Rita.
Angelo e i genitori non hanno più alcun rapporto da anni, ma egli decide di accettare l'incarico propostogli dalla sorella, anche se rifiutato in un primo momento, perché costretto ad attendere un mese per la riparazione della sua macchina, necessaria per il suo lavoro. Nei mesi precedenti, i genitori hanno iniziato a frequentare abitualmente uno psicologo, consigliato loro dal medico nella speranza di curare i primi segni di depressione che iniziano a manifestarsi nei due. È proprio lo psicologo a consigliare ad Anna di contattare il fratello, sia per poterle permettere di andare in vacanza, sia per cercare di riallacciare i rapporti tra Angelo e i genitori.
Angelo intanto giunge a Palermo e Anna parte, lasciando i genitori nelle mani del fratello, che si mostra sin da subito ostile nei loro confronti. Nonostante ciò, continua ad accompagnarli dal medico e dallo psicologo, ma allo stesso tempo cerca di rendere pessima la vita dei due per vendicarsi di tutti i torti subiti da loro durante l'infanzia.
Durante la sua permanenza, infatti, priva il padre della possibilità di mangiare i suoi cibi preferiti e bere il tanto amato vino, sebbene il medico lo avesse trovato in ottime condizioni di salute fisica e in grado di consumare qualunque tipo di alimento; e inoltre, costringe la madre, affetta da osteoporosi, a salire a piedi le scale del loro palazzo anziché usare l'ascensore.
Angelo conosce nei giorni seguenti la sostituta del medico di famiglia dei genitori, la dottoressa Marta Pedrotta. La donna sembra interessata ad Angelo perché lo crede sensibile e premuroso nei confronti dei genitori, dato che egli chiede spesso se essi potrebbero avere ictus, infarto o un'ischemia da un momento all'altro, malattie che Angelo in realtà spera che possano venire ai genitori nel tentativo di liberarsene. Egli conosce poi il figlio della dottoressa, Gabriele, ed una sera, durante un turno di lavoro in ospedale, Marta chiede ad Angelo di riaccompagnarlo a casa ed egli non soltanto lo porta a mangiare cibi proibitigli dai genitori perché obeso, ma gli permette anche di guidare la macchina della madre. 
Nel frattempo, Anna e suo marito Nando stanno proseguendo la loro vacanza su una barca a vela insieme agli amici, ma Anna non riesce in nessun modo a contattare i genitori: Angelo infatti ha manomesso i loro telefoni. A lungo andare, Anna sembra quasi impazzire e i suoi amici iniziano ad essere stufi di lei, compreso il marito Nando, che alla fine la lascia e la fa andare via dalla barca a bordo di un motoscafo. 
Franco e Rita, intanto, si stanno scervellando su come possano riallacciare i rapporti con il figlio, e la madre propone al marito di lasciare ad Angelo la loro casa a Palermo, così che possa beneficiarne dopo la loro morte. Angelo, in realtà, appena acquisita la casa, la mette in vendita, facendo quasi venire un infarto ai genitori, che vengono poi a saperlo. 
A Settembre, Angelo rientra a Roma, mentre Anna fa ritorno a Palermo e porta i genitori a casa sua, dato che casa loro è stata venduta da Angelo alla loro amica. Intanto, quest'ultimo decide di smettere con il suo lavoro di autista e viene convocato in tribunale, poiché l'ex marito della dottoressa Pedrotta ha denunciato quest'ultima per aver affidato il figlio ad Angelo, colpevole di avergli fatto guidare la macchina. L'udienza termina rapidamente e Angelo viene assolto da ogni accusa. Mentre esce dal palazzo di giustizia, incontra la sorella con il figlio Carlo, il quale gli rivela che Franco e Rita sono stati portati da sua madre presso una RSA. Angelo decide dunque di prelevare i genitori dalla RSA e di caricarli con sé sul suo nuovo camper per portarli in Svizzera; i due inizialmente sono entusiasti, ma poco dopo vengono a sapere il motivo del viaggio: in Svizzera è legale l'eutanasia.

## Produzione
Il film è stato girato principalmente a Palermo e Roma.

## Promozione
Il trailer ufficiale del film è stato reso disponibile il 4 dicembre 2024.

## Distribuzione
Il film è stato distribuito nelle sale cinematografiche italiane a partire dal 9 gennaio 2025. A parte alcuni spot televisivi, il film non ha avuto alcuna attività stampa, ma son stati utilizzati principalmente i canali social dell'attore e il passaparola.

## Accoglienza

### Incassi
Il film ha avuto un ottimo successo di pubblico, con quasi tre milioni di incasso nella prima settimana di programmazione, ed un incasso totale di 9734407 €, battendo anche Sonic 3 - Il film.

### Critica
Il film è stato accolto con recensioni per lo più negative da parte della critica cinematografica, che ne ha criticato la struttura narrativa, la caratterizzazione dei personaggi e l'uso eccessivo del politicamente scorretto.